# Amblyseius ishizuchiensis
Amblyseius ishizuchiensis är en spindeldjursart som beskrevs av Ehara 1972. Amblyseius ishizuchiensis ingår i släktet Amblyseius och familjen Phytoseiidae. Inga underarter finns listade i Catalogue of Life.